# Monumento a la Victoria (Talca)
El Monumento a la Victoria, también conocido como Monumento de la Victoria, Estatua de la Victoria, la Victoria Alada, el Vuelo del Ángel, y popularmente como La Mona es una obra escultórica de bronce ubicada en la comuna chilena de Talca. Representa a la diosa Niké, la deidad griega de la victoria. Actualmente se encuentra en la Alameda de Talca, coronando el obelisco al Batallón Civico-Movilizado «Talca» por sus esfuerzos en la guerra del pacífico.
Es obra del escultor Louis-León Cugnot y el arquitecto Edmond Guillaume y su destinación original estaba ubicada en Lima, Perú, con la intención de coronar el homenaje al combate del dos de mayo y para representar la hermandad y la libertad de los países beligerantes de la guerra hispano-sudamericana: Chile, Perú, Bolivia y Ecuador.

## Historia

### Antecedentes
La idea del monumento fue la de realizar un reconocimiento al combate del dos de mayo, uno de los episodios más importantes de la guerra hispano-sudamericana ocurrido el 2 de mayo de 1866. El objetivo principal era realizar un homenaje a todos los países que se aliaron en ese contexto para luchar contra el Imperio Español: Chile, Perú, Bolivia y Ecuador. Es decir, representar la hermandad y la unión del continente, así como también la libertad de dichos países frente al reino de España.

### Concepción y primera ubicación
El monumento a la Victoria comenzó a gestarse al día siguiente del combate por parte del gobierno del presidente peruano Mariano Ignacio Prado, quien, impulsado por la efusividad de tal triunfo frente a España, decretó una serie de medidas para conmemorar el enfrentamiento. Entre estas estaba la construcción de un conjunto arquitectónico que homenajease la gesta.
Para la búsqueda de los artistas se recurrió al poeta y diplomático ecuatoriano Numa Pompilio Llona, a quien se le dio la orden de viajar a Europa para conseguir a los escultores y un modelo que cumpliese con los requerimientos estipulados por Prado. Estando en París abrió un concurso internacional para que le presentasen diseños. En octubre de 1866 se publicarían las bases del concurso en distintos diarios de Europa. Al término del concurso, se habían presentado 27 propuestas.
El 15 de febrero de 1868 el jurado del concurso, presidido por el afamado pintor suizo Charles Gleyre, seleccionó por unanimidad la propuesta presentada por el arquitecto Edmond Guillaume y el escultor Louis-León Cugnot, la cual constaba de un conjunto de esculturas que incluía una columna que en su base presentaba a cuatro figuras femeninas (una por cada país participante de la guerra), y en su cima a la Victoria alada, coronando el monumento, la cual representa la libertad y el triunfo. La propuesta consideraba otros detalles, como un bajorrelieve de José Gálvez Egusquiza.

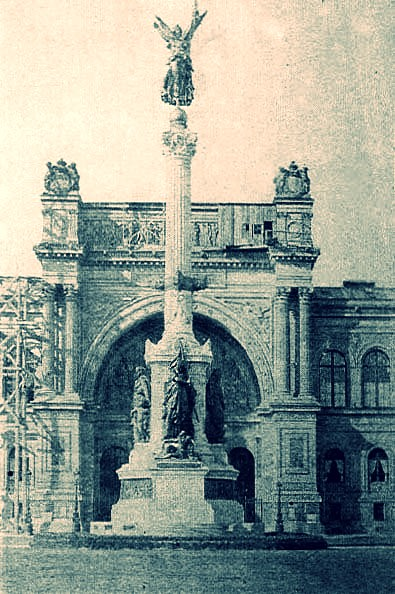
Maqueta del monumento al combate del 2 de mayo en el Palacio de la Industria de París. Presuntamente la de la imagen sería la Victoria original que posteriormente arribaría a Talca.

En 1872, la obra parcialmente finalizada fue presentada en el Palacio de la Industria de París, con la exposición de una maqueta que mezclaba las partes terminadas con réplicas.
Las gestiones para el traslado del monumento fueron realizadas por el diplomático peruano Pedro Gálvez quien, previo el envío realizó una serie de recomendaciones, incluyendo fabricar otra Victoria pero de menor tamaño, enviándose posteriormente ambas al Perú. En diciembre de 1872 llegaron los encargados de instalar la obra en Lima, al año siguiente comenzó a llegar la base y las primeras piezas constitutivas y, a inicios de 1874, arribó el grueso de la obra por partes al territorio peruano. El ensamblaje estuvo a cargo de Nicolás Mequer. Finalmente, la obra fue inaugurada por el presidente Manuel Pardo, el 29 de julio de 1874.

### Guerra del Pacífico y arribo a Chile
A pesar del aparente hermanamiento que el monumento buscaba representar entre los distintos países del continente, en 1879 estalló la guerra del Pacífico entre Chile y la alianza secreta de Perú y Bolivia. Hacia al final de la guerra, y con Chile venciendo en las diversas líneas de batalla, Lima fue ocupado por las tropas chilenas, como forma de presión para la cesión de las ciudades sureñas conquistadas durante la guerra.
Como consecuencia, ocurrieron saqueos y ocupaciones a diversos edificios bajo el argumento de la obtención de botines de guerra, enviándose la mayoría de los bienes a distintas ciudades de Chile. Es, en este contexto, que las tropas chilenas descubrieron la estatua de mayor tamaño de la Victoria Alada en las bodegas del puerto del Callao, y decidieron enviarla a Chile. Fue José Francisco Gana, en 1881, quien solicitó enviar la estatua a su ciudad natal, Talca, con la intención de homenajear al batallón cívico movilizado de aquella ciudad por su activa participación en la campaña de la Sierra.
Mediante una carta dirigida al entonces ministro de guerra José Francisco Vergara, Gana haría llegar la solicitud:

N.o 210 - Callao, Marzo 17 de 1881.
Existe en este puerto un cajón conteniendo una estatua de fierro fundido, que representa la Victoria, perteneciente al Gobierno del Perú y que ha quedado sin colocación. Como este monumento puede aprovecharse en Chile para conmemorar los hechos de armas de nuestro ejército por la actual campaña, pido a Ud. la autorización correspondiente para hacerla embargar y llevarla a la ciudad de Talca, donde será colocada en el lugar que señale la Ilustre Municipalidad de aquella ciudad.
Espero que U. S., si lo tiene a bien se sirve acceder a mi justa solicitud, no ocultándose a la alta penetración de U.S las razones que me asisten para ello. Al señor Ministro de la guerra en campaña
José F. Gana

La respuesta aprobatoria de Vergara no se hizo esperar:

Lima, Marzo 19 de 1881.
Queda US. autorizado para embarcar con destino a la ciudad de Talca, la estatua de la Victoria a la que se refiere en su nota del 17 del corriente.
Este símbolo que hoy puede levantarse con orgullo en todo Chile atestiguará a la provincia de Talca, las glorias que, en el triunfo común han conquistado los hijos a quienes encargó representarla en los campos de batalla.
Así se servirá US. decirlo al intendente de esa provincia, Dios guarde a US.
José F. Vergara

De esta forma, en octubre de 1881, la estatua arribó al puerto de Valparaíso a bordo del navío Miraflores. El día 2 de noviembre fue ordenado el transporte de la estatua hacia Talca, en ferrocarril.

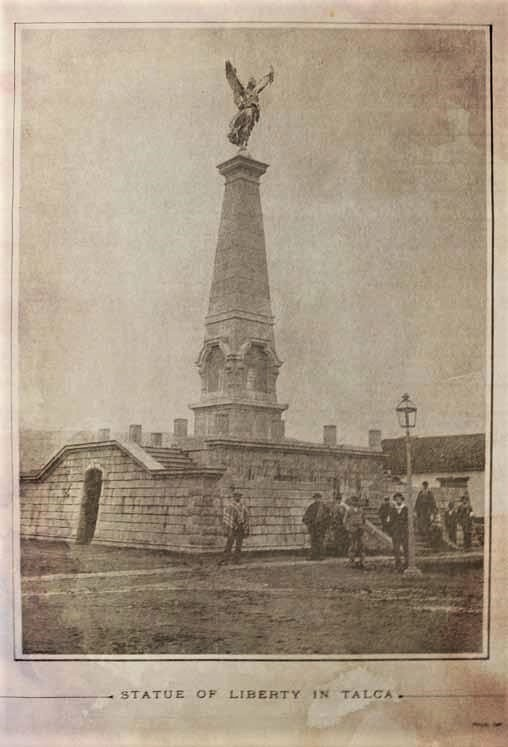
La Victoria coronando el primer monumento al Batallón Talca. Sería la primera ubicación de la estatua en Talca.

### Primera instalación en Talca
A su vez que la estatua arribaba a Talca, la comunidad en general se hizo parte del debate sobre su ubicación. La idea original del municipio era instalar la figura en la Plaza de Armas, sobre un pedestal diseñado por el escultor José Miguel Blanco. Sin embargo, esto sería tema de debate por parte de los vecinos, lo que conllevó a un retraso en la instalación de este, provocando a su vez que fuese guardada en las bodegas del municipio por más de 20 años.
Finalmente, y luego de varios años de trabajos, la estatua sería instalada en la cima del obelisco que era parte del entonces recientemente construido monumento al Batallón Talca, diseñado por Eduardo Provasoli, ubicado en la Alameda de Talca con 1 oriente, en el año 1904.

### Cambios posteriores
La estatua mantuvo la ubicación en la Alameda hasta 1906, cuando se cayó del obelisco como consecuencia del terremoto de dicho año que afectó la zona central del país. Sufrió algunos daños luego de la caída, por lo que fue guardada en unos terrenos baldíos cercanos a su ubicación original, cercada para protegerla de posibles saqueos.

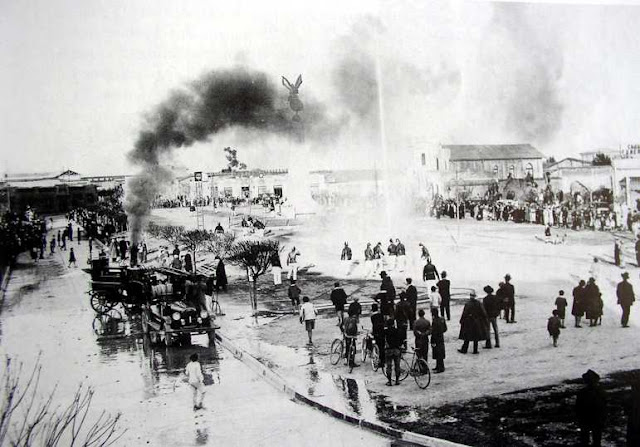
Ejercicio bomberil en la Plaza Ignacio Serrano. Entre el humo puede verse a la Victoria Alada en su segundo emplazamiento de Talca.

En 1928 el municipio decidiría reparar la estatua para una eventual reinstalación en alguna parte de Talca, sin embargo, los trabajos debieron detenerse debido al terremoto de 1928 que afectó a la comuna y a la zona central en general.
Sería hasta finales de 1935 cuando la municipalidad realizó la segunda instalación de la estatua en Talca, en la que hasta ese entonces denominada como Plaza Ignacio Serrano, ubicada en 2 sur con 8 oriente, sobre una base de hormigón obtenida a través de un concurso público. Fue financiada por recursos del municipio y de los vecinos de la calle 2 sur, a quienes se les solicitaron aportes económicos para el pedestal. Esta sería la primera vez que la estatua no corona un monumento mayor.
En 1939 la estatua nuevamente se partería a la mitad como consecuencia de un sismo, sin embargo fue reparada prontamente y nuevamente ubicada en el mismo lugar.
En 1984 el pedestal de hormigón sería reemplazado por uno de hierro, más resistente y decorativo que el anterior. Sobre este pedestal la estatua estaría hasta 2010, cuando nuevamente un sismo provocaría que se partiese a la mitad, cayendo la parte superior al suelo.

### Ubicación actual
Serían la municipalidad, en conjunto con la Universidad de Talca (UTAL), quienes se harían cargo de la reparación de esta para una eventual reinstalación en Talca. En este contexto, mientras la UTAL encargaba la tarea de repararla al artista Luis Montes, el municipio comenzó las gestiones correspondientes para buscar dónde ubicarla. Considerando la connotación histórica de la estatua y su ubicación original, en junio de 2011 la municipalidad decidiría atender la propuesta de la UTAL de volver a reubicarla en la alameda con 1 oriente, de tal manera que volviese a coronar el monumento al batallón Talca.
Finalmente, el 24 de octubre de 2014, y luego de 3 años de reparaciones y preparación, la estatua de la Victoria Alada volvería a coronar el obelisco en homenaje al batallón Talca, en una ceremonia que incluyó a las diversas autoridades comunales y regionales.

## Situación temporal
| Años      | Situación                                              |
| --------- | ------------------------------------------------------ |
| 1868-1872 | Construcción, estadía y exposición en París            |
| 1874-1881 | Arribo y almacenamiento en bodegas del Callao          |
| 1881-1904 | Llegada a Chile y almacenamiento en bodegas de Talca   |
| 1904-1906 | Primera instalación en Talca                           |
| 1906-1935 | Caída, reparación y almacenamiento en bodegas de Talca |
| 1935-1984 | Segunda instalación en Talca                           |
| 1984-2010 | Renovación del pedestal                                |
| 2010-2014 | Caída y reparación                                     |
| 2014-Act. | Tercera instalación en Talca                           |

## Descripción y simbología
La estatua representa a la diosa Niké, la deidad de la victoria dentro de la mitología de la antigua Grecia. De esta forma, corresponde a una mujer alada. La figura se encuentra parada sobre las puntas de sus pies, con el pie derecho levemente adelantado sobre el izquierdo, mirando hacia el frente con la boca y los ojos abiertos en actitud de avance o triunfo. En su cuerpo lleva un quitón y en su cabeza un gorro frigio, ambas componen la vestimenta típica de las mujeres en la antigua Grecia.
Lleva los brazos levantados, en su mano izquierda lleva una rama de palma y una corona de laureles, como muestra del triunfo, y en su mano derecha un xifos, una espada utilizada por los soldados griegos antiguos, símbolo de la lucha y la guerra.
La disposición de las vestimentas, y la ubicación de las piernas, hace parecer que está avanzando hacia adelante y recibiendo viento desde el frente, de tal manera que la parte inferior delantera del quitón se encuentra pegado a las piernas, mientras hacia atrás y para los costados, los pliegues se encuentran amontonados. La parte superior del quitón responde al movimiento de los brazos, con la parte del brazo izquierdo rasgada permitiendo ver la mama del mismo lado, lo cual brinda la sensación de que el movimiento fue rápido y repentino, a modo de celebración.
La totalidad de la estatua es de bronce, y todos los detalles fueron modelados a mano por el artista original, y retocado durante las últimas reparaciones posteriores al terremoto de 2010, también a mano. Se encuentra sobre una pequeña base esférica, la cual también es de bronce. Dicha composición provoca que la estatua tenga un color gris verdoso. En los últimos arreglos se le realizó un tratamiento estructural para evitar futuros inconvenientes.
Desde 2014 se encuentra en la cima del Obelisco al Batallón Talca. 

## Diferencias entre la Victoria de Lima y la de Talca
El concurso donde se postuló el monumento del dos de mayo especificaba los diversos requerimientos estipulados por el gobierno peruano. La propuesta triunfante lo hizo por unanimidad, aunque se recomendó una leve simplificación de algunos detalles.
Al momento de exponerse la maqueta del monumento en París, es sabido que la Victoria Alada era una de las figuras que ya se encontraban listas en el momento, de manera que formó parte de dicha exposición. Sin embargo, también se sabe que fue el diplomático Pedro Gálvez Egúsquiza quien solicitó una leve reducción del tamaño de la Victoria, y es probable que recogiese la recomendación del jurado de solicitar una simplificación de algunos detalles, incluyéndose algunas en la Victoria.
De esta manera, al momento de hacer los envíos al Callao para la instalación en Lima, se recibieron dos Victorias, la original y la de menor tamaño, siendo la segunda la que finalmente coronaría el monumento de Lima, mientras la original fue guardada en bodegas y posteriormente trasladada a Talca. 
Entre ambas es posible observar algunas diferencias:
- La Victoria de Lima cuenta con una corona triunfal en la cabeza y tiene el pelo amarrado, mientras que la de Talca un gorro frigio y el pelo suelto.
- En la de Lima, la parte superior del quitón se encuentra en perfecto estado, mientras en la de Talca está parcialmente rasgado, mostrando un seno.
- En la Victoria de Lima, el rostro se encuentra serio, con la boca cerrada y la mirada fija, mientras la de Talca parece estar gritando con efusividad, con la boca y los ojos abiertos.
- En la de Lima las alas son más delgadas y tienen menos curvatura que en la de Talca
- El xifos que sostiene la Victoria de Lima es más corto y similar al que usaban los antiguos griegos, mientras el de Talca simula más una espada de la Edad Media.
- En la mano izquierda, la estatua de Lima sujeta solo una rama de palma, mientras la de Talca sujeta una rama de palma y una corona de laureles.
- Los brazos en la estatua de Lima se encuentran levemente flexionados, mientras la de Talca los tiene totalmente estirados.
- Los elementos de las manos de la Victoria Alada de Lima se encuentran en posición prácticamente vertical, mientras que en la de Talca cuentan con cierto grado de inclinación.
- La zona inferior del quitón de la estatua de Talca está notoriamente más inflada por el viento que el de Lima.

## Críticas
La existencia de la estatua de la Victoria no ha estado exenta de críticas. La gran mayoría de los comentarios surgen desde Perú, ya que, al ser obtenido en base a la confiscación de los bienes del Estado rendido en el contexto de la guerra, exigen su devolución por parte del gobierno chileno. Más aún en vista de que su idea original era que coronara un monumento mayor que buscaba representar el hermanamiento entre diversos países, entre ellos Chile y Perú.
Por otra parte, si bien es cierto que la versión de la historia más aceptada es la que refiere a que la estatua se encontraba abandonada en una bodega en el Callao por años y que fue encontrada por los chilenos durante la ocupación de Lima, algunos historiadores han afirmado que la intención del gobierno peruano era utilizarla de igual forma en el monumento del combate de dos de mayo o en otro lugar, pero que habría quedado inconcluso debido a la guerra del pacífico.